# كالدييرو
كالدييرو (بالإيطالية: Caldiero)‏ هي بلدية في مقاطعة فيرونا في منطقة فنيتة الإيطالية، وتقع على بعد 90 كيلومترًا (56 ميلًا) غرب مدينة البندقية، و15 كيلومترًا (9 ميلًا) شرق فيرونا.